# Gaius Titinius Gadaeus
Gaius Titinius Gadaeus war ein Akteur der zweiten sizilischen Sklavenrevolte (104–100 v. Chr.), dessen Name allein bei Diodor überliefert ist. Zwei Jahre vor Beginn des Aufstands war er wegen schwerer, nicht näher bezeichneter Verbrechen zum Tod verurteilt worden. Der Strafe entzog er sich durch Flucht und schlug sich anschließend als Bandit durch, wobei er – nach Aussage Diodors – gezielt nur Freie tötete, Sklaven jedoch unbehelligt ließ.
Im Jahr 104 v. Chr. kam es im Inneren Siziliens zu einem Sklavenaufstand, dessen Niederschlagung durch den amtierenden Propraetor Publius Licinius Nerva zunächst scheiterte, insbesondere da es ihm nicht gelang, einen festen Platz der Aufständischen zu erobern. In dieser Situation griff Licinius Nerva zu einem Täuschungsmanöver: Er trat mit Gadaeus in Verbindung, versprach ihm Straferlass und beauftragte ihn, sich mit einer Gruppe loyaler Sklaven unter die Rebellen zu mischen, ihr Vertrauen zu gewinnen und sie Rom auszuliefern. Der Plan ging auf – Gadaeus wurde zum militärischen Anführer der Aufständischen erhoben, verriet schließlich gemäß der Absprache die Feste und ermöglichte so einen römischen Schlag gegen die Eingeschlossenen. Ein Teil der Rebellen fiel im Kampf; andere, die eine Gefangennahme und die damit verbundene Strafe fürchteten, nahmen sich das Leben. Mit diesem Verrat war diese erste Erhebung niedergeworfen; über das weitere Schicksal des Gadaeus schweigt die Überlieferung.
Kurz nach dieser Niederschlagung der Sklaven kam es zu einem weiteren Sklavenaufstand, bei dem sich erneut bewaffnete Kämpfer, 2000 an der Zahl, formierten. Licinius Nerva entsandte einen Marcus Titinius mit 600 Mann aus der Garnison von Henna gegen sie, doch die Einheit wurde vollständig vernichtet. Eine Identität dieses Titinius mit Gadaeus ist unwahrscheinlich, doch bleibt die Namensgleichheit in diesem engen Zusammenhang bemerkenswert.
In der Forschung ist unter anderem versucht worden, Gadaeus als „sozialen Banditen“ im Sinne Eric Hobsbawms zu deuten. Jean-Christian Dumont etwa sieht in der angeblich gezielten Verschonung von Sklaven einen Ausdruck des Protests gegen das bestehende System. Dazu könnte passen, dass Gadaeus möglicherweise ein Freigelassener war; jedenfalls hat Keith R. Bradley dies unter Verweis auf die Ungewöhnlichkeit seines cognominis geltend gemacht.
Doch lassen sich weder die soziale Herkunft des Gaius Titinius Gadaeus noch seine Beweggründe mit Sicherheit bestimmen. Die in der Überlieferung hervorgehobene Tatsache, dass er bewusst auf Gewalttaten gegen Sklaven verzichtet habe, lässt sich ebenso gut als literarischer Topos deuten – konkret als Ausprägung des latro clemens, der Kunstfigur des edelmütigen Räubers (wie später auch in der Robin-Hood-Sage), die mit der Realität der Zeit der Sklavenkriege nichts gemein hat. Vor dem Hintergrund seines Verrats an den aufständischen Sklaven, deren Vertrauen er zuvor durch Täuschung gewonnen hatte, erscheint eine Deutung seines Handelns im Sinne eines sozial motivierten Widerstands jedenfalls kaum haltbar. Gadaeus agierte erkennbar aus pragmatischem Kalkül; von idealistischer Motivation kann angesichts des überlieferten Befunds nicht die Rede sein.